# مقاطعة وكسفورد
مقاطعة وكسفورد (بالأيرلندية: Contae Loch Garman) هي إحدى مقاطعات أيرلندا الستة والعشرين. تقع المقاطعة ضمن محافظة لينستر وتشكل جزءًا من المنطقة الجنوبية الشرقية للجزيرة. ترجع تسمية المقاطعة نسبة لبلدة ويكسفورد. يعدّ مجلس مقاطعة وكسفورد السلطة المحلية على مستوى المقاطعة. بلغ عدد سكان مقاطعة وكسفورد 149,722 نسمة بحسب تعداد عام 2016.

## الاقتصاد
تشكل الزراعة وتربية الحيوان العماد الاقتصادي الرئيس في مقاطعة وكسفورد. تكثر تربية الأغنام والخنازير والأبقار فضلًا عن تربية الخيول، في حين شهدت تربية الدواجن تراجعًا ملحوظ بعدما كانت شائعة فيما مضى. أما المحصولات الزراعية الرئيسية فهي القمح والشعير والبطاطس والسلجم والشوفان. كما تتم زراعة الطماطم في البيوت البلاستيكية وزراعة الفطر منزليًا. تراجعت أعداد العاملين بالقطاع الزراعي في المقاطعة على نحو مستمر ويلاحظ الآن أن قسم كبير من العمال الموسميين هم مهاجرون من بلدان أوروبا الشرقية.
تشتهر وكسفورد بالفراولة الذي يمكن شراءها من المحال التجارية من هناك خلال أشهر الصيف. تشهد مدينة إنسكورثي وهي ثاني أكبر مدن المقاطعة سنويًا إجراء مهرجان معرض الفراولة الصيفي. تلعب مزارع الألبان دورًا هامًا في القطاع الزراعي بوكسفورد. يمكن شراء الحليب المنتج محليًا من المحال التجارية المنتشرة في المقاطعة. كما تشتهر وكسفورد بجبنة التشيدر الأيرلندية المصنعة محليًا.

## الثقافة
تجري فعاليات مهرجان وكسفورد للأوبرا سنويًا في مسرح وكسفورد الملكي منذ عام 1951. أخذ دار الأوبرا الجديد مكان الدار القديم في ذات الموقع في عام 2008. وأصبحت تُعرف باسم دار الأوبرا الوطني اعتبارًا من عام 2014. تتألف الدار من مسرحين اثنين وهما مسرح أورايلي ومسرح جيروم هاينز.
تشتهر مقاطعة وكسفورد بتقليدها الغنائي المعروف والبارز على المشهد الغنائي الأيرلندي التقليدي فمنها نشأت الكثير من الأغاني الأيرلندية الشعبية التي يرتبط جزء كبير منها بثورة عام 1798.
كان للمقاطعة نصبيها في الظهور بالأعمال السينمائية العالمية حيث ظهرت شواطئ قرية كوراكلو الواقعة بالمقاطعة في فيلم «إنقاذ الجندي رايان» الملحمي وتحديدًا في مشهد إنزال النورماندي عند شاطئ أوماها. كما جرى تصوير أجزاء من فيلم «كونت مونتي كريستو» للمخرج كيفن رينولدز في قرية دونكانون. كما صورت مشاهد عدة من فيلم «بروكلين» في مدينة إنسكورثي ثاني أكبر مدن المقاطعة.

## أعلام
- كولم أوجورمان
- جون باري
- القديس جوفان
- جون ردموند
- والتر أوبراين

## وصلات خارجية
- County Council website
- The Wexford Web
- Map of Wexford
- County Wexford Tourism